# عمر العلوان
عمر العلوان هو رئيس عشيرة الوزون إحدى عشائر مدينة كربلاء وسط العراق، من رجال ثورة العشرين عرف بتحريضه الناس على الأستقلال وأعلان الثورة ضد الأنكليز.

## حياته
ولد عمر العلوان الخفاجي في مدينة كربلاء عام 1880م وينتمي إلى عشيرة الوزون العربية التي سكنت مدينة كربلاء منذ زمن بعيد وقد أصبح فيما بعد شيخاً لها.
جاهد كثيراً وله دور كبير في حث أبناء مدينتةُ وما جاورها على الأنخراط والأنضمام إلى صفوف الحركة الوطنية في المدينة للمطالبة بأستقلال العراق وطرد قوات الأحتلال البريطاني من أرضنا الطاهرة.
كان من مؤسسي الجمعية الوطنية الإسلامية التي تأسست في كربلاء عند بداية الأحتلال البريطاني في العراق.
كان أهم هدف لهذه الجمعية هو المطالبة بإستقلال العراق وحث جميع العراقيين على التضامن والتعاضد في سبيل تحقيق الأهداف.
عندما أُجري الأستفتاء كان عمر العلوان من أشد الرجال المتحمسين ومن الذين لعبوا دوراً مهما وعاماً في تنظيم المضبطة التي طالب بها أهالي كربلاء بانتخاب أحد أنجال الشريف حسين ملكاً للعراق وكان أول من وقع هذه المضبطة.
أقول لماذا لم يرشحوا ملكاً من العراق بدلاً من أحد من أنجال الشريف حسين؟ وبعد أن علم الإنكليز بمضمون هذه المضبطة التي جاءت ضد رغباتهم قرروا إرسال قوة عسكرية إلى مدينة كربلاء للقبض على الذين أشرفوا على تنظيم هذه المضبطة.
ثم اتجهت هذه القوة إلى كربلاء وقامت بتطويق المدينة من كافة جهاتها وبعد إحكام وإكمال سيطرتها على المدينة بادرت على الفور إلى اعتقال كل من عمر العلوان، عبد الكريم العواد، أطليفح الحسون، محمد علي أبو الحب، السيد محمد مهيد، محمد علي الطباطبائي.
بعد اعتقال عمر العلوان ورفاقه أستاء لهذا العمل محمد تقي الحائري الذي كان وقتها أبرز رجال الدين فكتب إلى الكولونيل (ولسن) الحاكم البريطاني يحتج على مثل هذا الأجراء.
بعد اعتقالهم نفوا إلى الهند. لبث عمر العلوان وجماعته في المنفى عدة شهور ثم أطلق سراحهم فيما بعد أثر توسط العديد من رؤساء بعض العشائر وبعض الوجهاء فعادوا إلى كربلاء 2 كانون الأول عام 1919 م واستقبلوا استقبالا رائعاً.
بعد عودة عمر العلوان ومن معه إلى كربلاء لم يترك الجهاد الوطني بل أستمر في أعماله الوطنية فكان من المقربين للشيخ محمد تقي الحائري الذي كان يلتف حوله معظم الثوار في جميع أنحاء العراق.
عند رفض الحاكم السياسي البريطاني لمدن النجف والشامية الاجتماع مع الوفد النجفي الذي أراد الاجتماع مع هذا الحاكم لإبلاغه مطاليب أهل المدينة والتي تنص على المطالبة على استقلال العراق وأقامة حكومة عربية بادرت مدينة كربلاء إلى أقامة المظاهرات التضامنية مع أهل النجف فتقرر تشكيل لجنة للأشراف على هذه التظاهرات والاجتماعات وقد كان أحد أعضاء اللجنة الشيخ عمر العلوان.
بعد تأسيس المملكة العراقية عام 1921 م والسماح بتشكيل الأحزاب السياسية أنتمى عمر العلوان إلى حزب الأخاء الوطني فرع كربلاء.
لقد كان عمر العلوان شخصية جذابة محبوبة من قبل أبناء مدينته حيث كان يشاركهم أفراحهم وأحزانهم وقيامه بحل مشاكلهم بأعتباره أحد الوجوه الوطنية للمدينة أضافة إلى كونه رئيس عشيرة الوزون وهي أحد بطون عشيرة خفاجة.
أستمر الشيخ عمر العلوان القيام بالإعمال الخيرية وبقي موضع أعتزاز أبناء المدينة والمسؤولين إلى أن توفي عام 1931م.